# إسقاط غال-بيترز

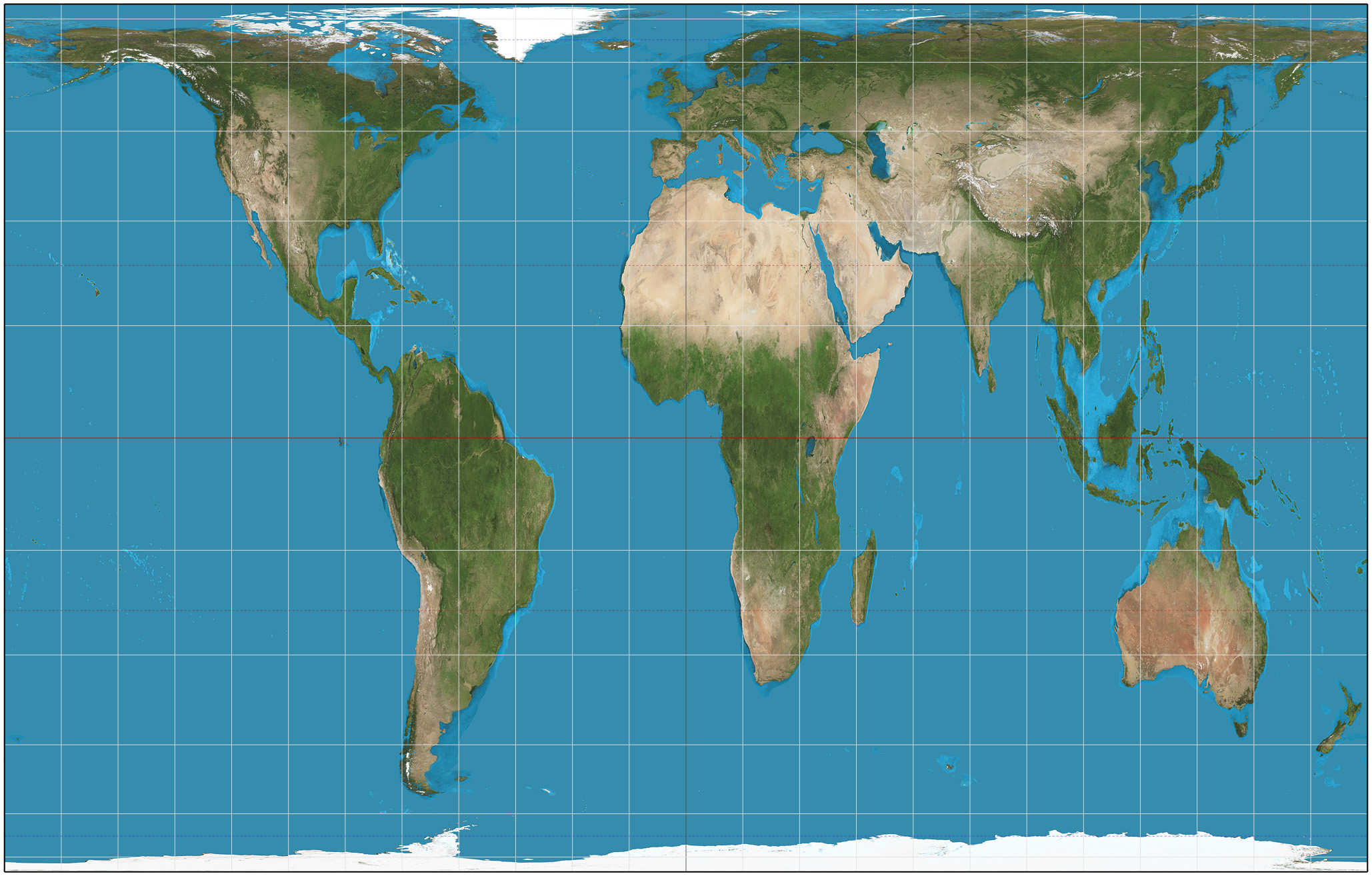
إسقاط غال-بيتر لخريطة العالم

إسقاط غال-بيترز (بالإنجليزية: Gall–Peters projection)‏ هو إسقاط خرائطي مستطيلي يحول جميع المساحات بحيث يكون لها الأحجام الصحيحة بالنسبة لبعضها البعض. مثل أي إسقاط متساوية المساحات، يحقق هذا الهدف من خلال تشويه معظم الأشكال. يعد الإسقاط مثالًا خاصًا على الإسقاط الأسطواني متساوي المساحات مع خطوط العرض 45 درجة شمالًا وجنوبًا كمناطق على الخريطة لا يوجد بها تشويه.
سمّي هذا الإسقاط باسم جيمس غال وأرنو بيترز. يرجع الفضل إلى غال في وصف الإسقاط في عام 1855 في مؤتمر علمي. نشر ورقة عنه في عام 1885. جلب بيترز الإسقاط إلى جمهور أوسع ابتداء من أوائل سبعينيات القرن 20 عن طريق «خريطة العالم لبيترز». يبدو أن اسم «إسقاط غال-بيترز» قد استخدم لأول مرة من قبل آرثر روبنسون في منشور نشرته جمعية علم الخرائط الأمريكية في عام 1986.
روّجت الخرائط القائمة على هذا الإسقاط من قبل اليونسكو، وتستخدم أيضًا على نطاق واسع في المدارس البريطانية. بدأت ولاية ماساتشوستس الأمريكية ومدارس بوسطن العامة بالتدريج هذه الخرائط في مارس 2017، لتصبح أول مقاطعة تعليمية عامة وولاية في الولايات المتحدة تعتمد خرائط غال-بيترز كمعيار لها.
حقق إسقاط غال-بيترز سمعة سيئة في أواخر القرن العشرين كمحور للجدل حول الآثار السياسية لتصميم الخرائط.

## الصياغة الرياضياتية

### الصيغة
يعرّف الإسقاط بشكل تقليدي كما يلي:
{\displaystyle {\begin{aligned}x&={\frac {R\pi \lambda \cos 45^{\circ }}{180^{\circ }}}={\frac {R\pi \lambda }{180^{\circ }{\sqrt {2}}}}\\y&={\frac {R\sin \varphi }{\cos 45^{\circ }}}=R{\sqrt {2}}\sin \varphi \end{aligned}}}
حيث λ هو خط الطول من خط الزوال المركزي بالدرجات، و φ هو خط العرض، و R هو نصف قطر الكرة الأرضية المستخدم كنموذج للأرض من أجل الإسقاط. بالنسبة لخط الطول المعطى بالراديان، قم بإزالة عوامل π180°.

### الصيغة المبسطة
من خلال إزالة تحويل الوحدة والتدريج المنتظم، يمكن كتابة الصيغ كما يلي:
{\displaystyle {\begin{aligned}x&=R\lambda \\y&=2R\sin \varphi \end{aligned}}}
حيث تمثل λ خط الطول من خط الزوال المركزي (بالراديان)، و φ هو خط العرض، و R هو نصف قطر الكرة الأرضية المستخدم كنموذج للأرض من أجل الإسقاط. ومن ثم يتم تحويل الكرة إلى الأسطوانة العمودية، والاسطوانة مطولة إلى ضعف طولها. عامل التطويل يساوي 2 في هذه الحالة، هو ما يميز الاختلافات في الإسقاط الأسطواني متساوي المساحات.

## طالع أيضًا
- قائمة إسقاطات الخرائط